# Sicani
I Sicani (Σικανοί in greco antico, Sǐcāni in latino) sono stati un popolo della Sicilia stanziato anticamente su gran parte dell'isola. In seguito all'avvento dei Siculi, i Sicani occuparono una regione centro-meridionale dell'isola, delimitata dai fiumi Himera e Halykos e chiamata Sicania. Le poche e frammentarie notizie storiche pervenuteci sui Sicani provengono principalmente dagli storiografi greci.

## Storia
(Tucidide, Guerra del Peloponneso, VI,2,2)
L'origine dei Sicani resta tuttora una vexata quaestio: secondo la fonte di Diodoro Siculo, i Sicani che si stabilirono in Sicilia determinarono il mutamento del toponimo dell'isola da Trinacria a Sikania.
Diodoro Siculo parlando dei Sicani riporta le testimonianze di Filisto di Siracusa e di Timeo di Tauromenio. Il Siracusano informa che i Sicani erano un popolo di origine iberica, mentre dal frammento timaico si apprende che la loro origine era piuttosto autoctona. Diodoro sembra appoggiare l'opinione di Timeo.
Tucidide, come in seguito Filisto, afferma invece che i Sicani fossero Iberi. Resta da capire se questo popolo giunse dalla Spagna alla Sicilia navigando per mare o piuttosto vi giunse via terra.
Se vi fossero giunti via mare si spiegherebbe perché si stanziarono nella parte occidentale dell'isola: quella che si affaccia proprio sull'Iberia. Ma sia la testimonianza di Tucidide — il quale informa che essi un tempo erano in tutta l'isola — e sia la loro cacciata dalla terra originaria a causa dei Liguri, farebbero propendere piuttosto per un raggiungimento via terra. I Sicani, stanziati lungo la paralia che divideva l'Iberia dalla Gallia e dall'Italia, vennero, probabilmente, cacciati dai Liguri che giunsero in quel luogo. Furono dunque sospinti verso la Sicilia, dove si stabilirono.
La provenienza iberica si ritrova pure in Dionigi di Alicarnasso. Lo storico romano, attraverso le sue fonti, riporta come i Sicani fossero originari dell'Iberia; arrivati in Sicilia per sfuggire ai Liguri.
La testimonianza di una migrazione di Sicani via terra viene sostenuta da Pausania il Periegeta, il quale non sembra dipendere da Tucidide quando asserisce che in Sicilia giunsero tre popoli (per cui nessuna autoctonia come vorrebbe invece Timeo): Sicani e Siculi e Frigi: i primi due giunsero dall'Italia, mentre il terzo giunse dalla Troade.
La scienza archeologica sembrerebbe confermare quanto tramandato dalla tradizione letteraria sull'anteriorità dei Sicani rispetto ai Siculi nonché sui contrasti e le lotte tra le due etnie, quest'ultimo aspetto verosimilmente confermato dalla violenta distruzione dei villaggi di Mokarta e Sabucina.

## Lingua
Secondo una tradizionale visione invasionista, i Sicani sarebbero stati una popolazione di origine preindoeuropea. Secondo invece una visione continuista, i Sicani rappresenterebbero un ramo meridionale di un sostrato etno-linguistico molto antico, ma comunque indoeuropeo, che avrebbe occupato tutta l'area tirrenica, dalla Liguria (Liguri) alla Sicilia, passando per l'Italia meridionale (Enotri), costituendo dunque uno strato ligure-sicano.

### Fonti primarie
- Diodoro Siculo, Bibliotheca historica
- Tucidide, Storie

### Fonti secondarie
- Pietrina Anello, I Sicani nel IV secolo a.C., in Atti del convegno di studi su Diodoro Siculo e la Sicilia indigena, n. 2005,  pp. 150-157.
- Vincenzo La Rosa, Le popolazioni della Sicilia: Sicani, Siculi, Elimi, in Italia omnium terrarum parens, Milano, Libri Scheiwiller. Collana Antica Madre, XII, 1989,  pp. 3-110.
- Antonio Sciarretta, Liguri, Enotri e Sicani, in Toponomastica d'Italia. Nomi di luoghi, storie di popoli antichi, Milano, Mursia, 2010,  pp. 174-194, ISBN 978-88-425-4017-5.
- Sebastiano Tusa e Fabrizio Nicoletti, L'epilogo sicano nella Sicilia occidentale: il caso Mokarta - capanna 1, in "Atti delle Terze Giornate Internazionali di Studi sull'Area Elima", Gibellina - Erice - Contessa Entellina 23-26 ottobre 1997, vol. II, Pisa - Gibellina 2000, pp. 963–977.
- Vincenzo Tusa, Laura Buccino e Dario Palermo, I siti della Magna Grecia: un panorama esemplificativo. La Sicilia indigena, in Il mondo dell'archeologia, Roma, Istituto dell'Enciclopedia Italiana, 2004.
- Orazio Valenti, «I Sicani» Archiviato il 12 aprile 2007 in Internet Archive., in Agorà n. 25-26, 2006
- Alberto Varvaro, Lingua e storia in Sicilia. Dalle guerre puniche alla conquista normanna, Palermo, Sellerio editore, 1981. ISBN non esistente